# 京急ショッピングセンター

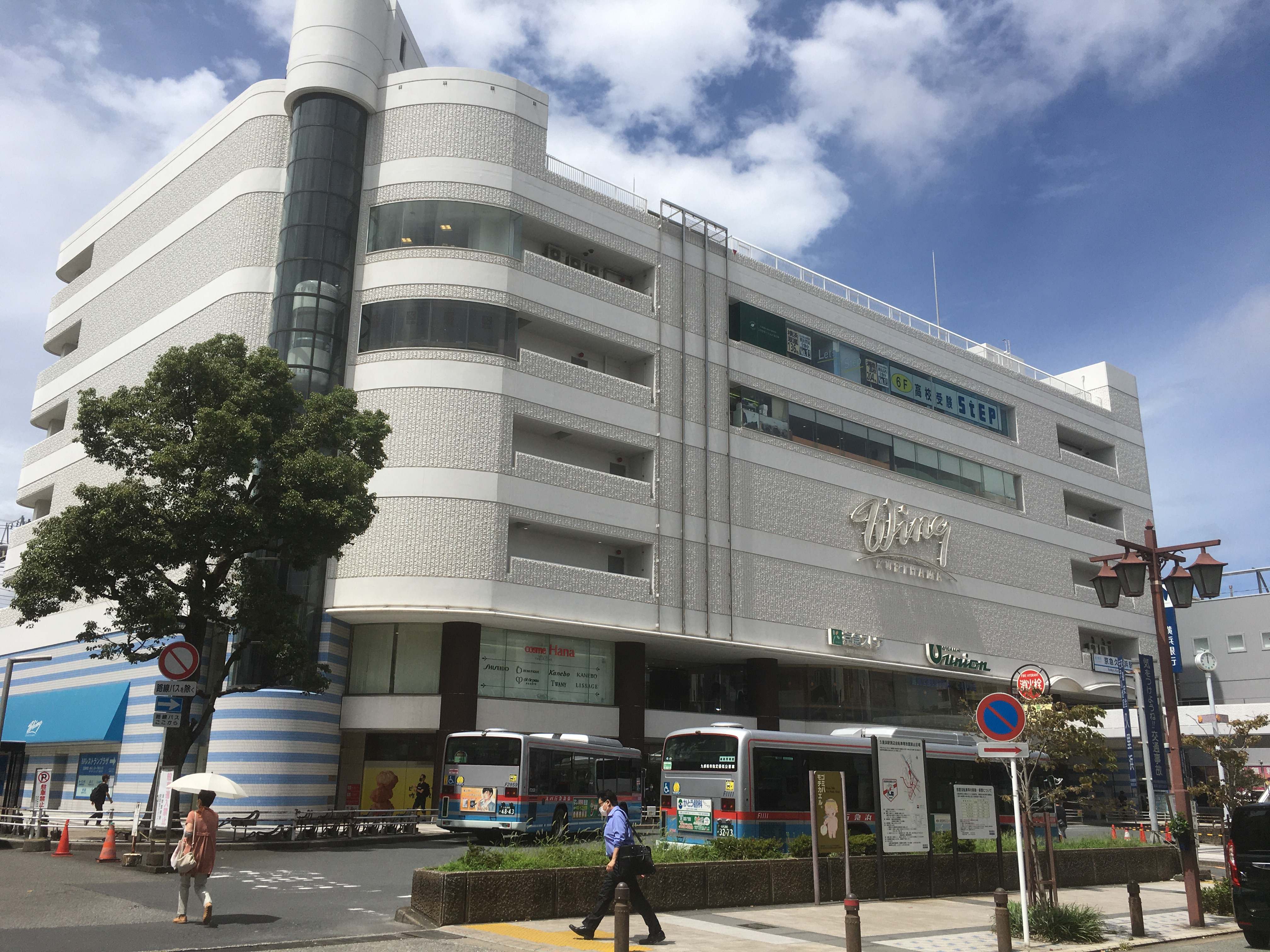
京急久里浜駅　駅ビル「ウィング久里浜」
（2021年（令和3年）8月21日撮影）

株式会社京急ショッピングセンター（けいきゅうショッピングセンター）は、「Wing」（ウィング）の愛称で貸店舗業を行っていた京浜急行電鉄（京急）グループの100%出資の子会社である。5店舗中ウィング新橋以外は京急線の駅前に出店している。2019年（平成31年）4月1日付で、同じく京急グループで百貨店事業を展開している京急百貨店に吸収合併され消滅した。
本項目では、京急百貨店が運営する「Wing」（ウィング）の貸店舗業について記述するものとする。

## 概要

### 店舗
- ウィング新橋
- ウィング高輪（旧・ウィング高輪WEST）
- ウィング上大岡
- ウィング久里浜
- ウィングキッチン京急川崎
- ウィングキッチン京急蒲田
- ウィングキッチン京急鶴見
- ウィングキッチン京急金沢八景

### 閉店した店舗
- ウィング高輪EAST - 2020年3月31日閉店。

### 構想はあったが出店を断念した店舗
- ウィング金沢文庫
金沢文庫駅内に建設予定の駅ビルに出店する計画があった。開業すればウイングの中で最大の規模を誇るはずの店舗であった。

## 沿革
- 1983年（昭和58年）
  - 11月28日 - 京浜急行電鉄の旧本社ビル「高輪ビルディング」跡地に京急第1ビル竣工。
  - 11月30日 - 京急第1ビルにウィング高輪開業。
- 1987年（昭和62年）4月25日 - 京浜久里浜駅ビルウィング久里浜開業。
- 1995年（平成7年）4月3日 - 株式会社京急ショッピングセンター設立。
- 1996年（平成8年）10月1日 - 上大岡駅駅ビル「ゆめおおおか」に京急百貨店、ウィング上大岡開業。運営は株式会社京急百貨店。
- 2003年（平成15年）
  - 3月1日 - 新橋駅東口地下街「京急しんちか」を改装、ウィング新橋開業。運営は京急新橋地下駐車場株式会社。
  - 9月26日 - 京急品川駅高架下「けいきゅう品川」を改装、ウィング高輪EAST開業。従来のウィング高輪はウィング高輪WESTに改称。
- 2009年（平成21年）4月1日 - 京急新橋地下駐車場株式会社を吸収合併[1]。ウィング新橋の運営は、吸収合併後の京急ショッピングセンターが引き続き行う。
- 2015年（平成27年）12月11日 - 京急蒲田駅高架下に、ウィングキッチン京急蒲田開業。
- 2016年（平成28年）4月27日 - 京急川崎駅駅ビル「京急川崎駅前ビル」に、ウィング川崎（現・ウィングキッチン京急川崎）開業。
- 2017年（平成29年）7月14日 - 京急鶴見駅高架下に、ウィングキッチン京急鶴見開業。
- 2020年（令和2年）
  - 2月28日 -  金沢八景駅の直結型商業施設として、ウィングキッチン金沢八景開業。
  - 3月31日 -  2020年から開始の京急品川駅改良工事に伴い、ウィング高輪EAST閉店。従来のウィング高輪WESTはウィング高輪に再改称。

## その他
- 大船駅のLUMINE WING（ルミネウィング）は、株式会社ルミネと京急の折半出資会社である株式会社ルミネウィングがビルを管理し、株式会社ルミネがショッピングセンター事業を運営している。
- 京浜急行電鉄で運行・設定される「モーニング・ウィング号」「イブニング・ウィング号」「ウィング・シート」のロゴは、京急ショッピングセンターのものが流用されている。